# Caso acusativo
O caso acusativo ou quarto caso de um nome é o caso gramatical usado para marcar o objeto direto de um verbo transitivo. É o caso do nome que é mais paciente da ação verbal. No latim "manus manum lauat", manus e manum possuem a mesma tradução: mão. Porém, manus é nominativo, ou seja, sujeito da ação lauat, é o agente. Manum, por outro lado, é o objeto direto, o acusativo. Portanto, é o termo passivo. A tradução da frase é Uma mão lava a outra. Uma mão - agente - exerce a função de lavar enquanto a outra - paciente - é lavada. 
Vê-se assim: Eu tenho um lápis. Eu o tenho; Ou então: Adoro chocolate.  Adoro-o.
O acusativo está presente em todas as línguas indo-europeias antigas (inclusive latim, sânscrito, grego antigo), nas línguas uralo-altaicas e em línguas semíticas (como o árabe e hebraico). Algumas línguas indo-europeias modernas ainda conservam o caso acusativo, como o alemão e o russo. Ele está presente também em algumas "línguas artificiais" (idiomas construídos), como o Esperanto. 
Diferente do português, línguas que recebem o caso acusativo podem mudar a ordem da frase e graças ao nominativo continua-se com o mesmo sentido. Por exemplo, em português "a árvore tem maçãs" sabemos quem é o agente - a árvore - por estar antes do verbo, e o objeto, ou paciente - maçãs - por estar depois do verbo. Porém, no Esperanto por exemplo a frase ficaria "La arbo havas pomojn", mas poderia ficar "pomojn la arbo havas" "havas la arbo pomojn" "la arbo pomojn havas" etc, que a frase teria o mesmo sentido, pois o sufixo -n dará sempre o indício que as maçãs são quem sofrem da ação do agente, ou seja, a ação de possuir da árvore.
"A maçã", em alemão, é "der Apfel" no caso nominativo. Numa frase como "Eu como a maçã", os substantivos masculinos sofrem uma modificação no seu artigo: "Ich esse den Apfel".
No caso do esperanto, a marcação do caso acusativo é um -n no final de substantivos, adjetivos e pronomes. Por exemplo: a frase "eu vejo você", em esperanto, seria "mi vidas vin", onde "mi" significa "eu", "vidas" é o verbo "ver" no presente e "vin" é o pronome "vi" (você ou vocês) no caso acusativo (por isso o -n).
No português, os pronomes oblíquos átonos são declinados no caso acusativo (chamado comumente de caso oblíquo, que é uma denominação genérica para casos que não o reto) – são eles: me (oblíquo de eu), te (oblíquo de tu), se/o(s)/a(s) (oblíquos de ele(s)/ela(s)), nos (oblíquo de nós) e vos (oblíquo de vós).